# José Maria Neves
José Maria Pereira Neves (Santa Catarina, 28 de março de 1960) é um político cabo-verdiano, foi primeiro-ministro de Cabo Verde de 2001 a 2016. É atualmente o presidente de Cabo Verde, tendo vencido as eleições presidenciais de 2021.

## Vida política
Foi deputado da Assembleia Nacional de 1996 a 2000, representando o Concelho em que nasceu, eleito pelo Partido Africano para a Independência de Cabo Verde (PAICV), à época, na oposição. Como membro da Assembleia, ocupou os cargos de 2.º Vice-Presidente da Assembleia e Diretor da Comissão Especial para a Administração Pública, Governo Local e Desenvolvimento Regional.
Nas eleições autárquicas de março do ano 2000, foi eleito Presidente da Câmara no Concelho de Santa Catarina, cuja sede é Assomada, segundo maior aglomerado urbano da Ilha de Santiago e sua terra natal.
Após ter sido eleito presidente do PAICV em junho de 2000, seu partido saiu-se vitorioso das eleições legislativas de 2001, contra o partido no poder, o Movimento para a Democracia (MpD). Como resultado, foi designado Primeiro-ministro de Cabo Verde pelo Presidente da República, e assumiu o cargo em 1 de fevereiro de 2001. Novas eleições legislativas foram realizadas em 22 de janeiro de 2006, e, tendo seu partido vencido novamente, foi ele reconduzido à chefia do governo de Cabo Verde no dia 7 de março de 2006, para mais um mandato de cinco anos. Em 2011, no dia 6 de fevereiro, foi pela terceira vez eleito Primeiro-ministro.
Sua atuação como primeiro-ministro levou-o em viagens oficiais a diversos países. Em 2005, esteve no Brasil, de 12 a 26 de agosto, visitando 8 capitais de Estados (São Paulo, Rio de Janeiro, Goiânia, Recife, Maceió, João Pessoa, Natal e Fortaleza) e foi recebido em audiência pelo Presidente brasileiro Luiz Inácio Lula da Silva, no dia 22 de agosto de 2005. Já foi recebido, também, pelo Papa Bento XVI numa audiência em setembro de 2010, na qual convidou o papa a que visitasse Cabo Verde.
Neves foi eleito o quinto presidente da República de Cabo Verde, em 17 de outubro de 2021, pelo Partido Africano da Independência de Cabo Verde (PAICV, atualmente oposição), à primeira volta, com 51,7% dos votos.

## Formação académica
Fez sua educação primária em Cabo Verde, sendo que sua formação secundária foi no Liceu Domingos Ramos.
No Brasil, obteve o grau em bacharel em Administração Pública pela Escola de Administração de Empresas de São Paulo da renomada Fundação Getúlio Vargas.

## Condecorações
- Doutoramento Honoris Causa pela Universidade de Rhode Island (2009).
- Grande-Colar da Ordem do Infante D. Henrique de Portugal (28 de julho de 2022)[12]